# La misteriosa llama de la Reina Loana
La misteriosa llama de la Reina Loana (en la edición original en italiano: La misteriosa fiamma della regina Loana) es una novela de Umberto Eco publicada en 2004.
La novela incluye una miríada de referencias tanto a la alta como a la baja cultura (notablemente las tiras de Flash Gordon), y el autor ha recurrido ampliamente a sus propias experiencias al crecer en la Italia fascista de Mussolini. Como otras novelas de Eco, La Misteriosa Llama de la Reina Loana presume de abundante intertextualidad. Su propio título está tomado de un episodio de Tim Tyler's Luck, inspirado a su vez en la novela de H. Rider Haggard Ella. A diferencia de otras obras de ficción del autor, sin embargo, transcurre en la Edad Contemporánea (1991).

## Argumento
Cuenta la historia de Giambattista Bodoni, conocido como Yambo, un vendedor de libros antiguos milanés que pierde su memoria episódica debido a un ataque al corazón. Al comienzo de la novela, él puede recordar todo lo que ha leído (pues retiene su memoria semántica, y todo lo que ha aprendido en relación con movimientos (por ejemplo, cepillarse, manejar, etcétera, pues retiene su memoria implícita), pero no puede recordar a su familia, su pasado, o siquiera su propio nombre.
Yambo decide ir a Solara, su hogar de la niñez, parte del cual ha abandonado después de una tragedia familiar, para ver si puede redescubrir su pasado perdido. Tras días de buscar entre periódicos, discos de vinilo, libros, revistas y tiras cómicas de su niñez, fracasa en recuperar las memorias, aunque revive la historia de su generación y la sociedad en la cual sus padres y abuelo vivieron.
Listo para abandonar su búsqueda, descubre una copia del First Folio original de 1623 entre los libros de su abuelo, lo que lo impacta causando otro incidente, durante el cual revive sus memorias perdidas de la niñez. La sección final del libro es, por lo tanto, una exploración literaria del fenómeno tradicional por el cual la vida de una persona pasa por delante de sus ojos, mientras Yambo lucha por recuperar la única memoria que busca más que todas las demás: la cara de la chica que amó como estudiante y por siempre desde entonces.
- Datos: Q1218385